# Crassula kirkii
Crassula kirkii är en fetbladsväxtart som först beskrevs av Harry Howard Barton Allan, och fick sitt nu gällande namn av A.P. Druce och D.R. Given. Crassula kirkii ingår i släktet krassulor, och familjen fetbladsväxter. Inga underarter finns listade i Catalogue of Life.